# 纳哈机场
纳哈机场（印尼语：Bandar Udara Naha）是印度尼西亚苏拉威西地区北苏拉威西省桑义赫群岛县的一座机场，位于桑义赫群岛主岛的东北部，主要服务岛上城镇塔胡纳。纳哈机场每周有特里嘎纳航空提供的航班飞往万鸦老。

## 航空公司和目的地
| 航空公司     | 目的地 |
| ------------ | ------ |
| 特里嘎纳航空 | 万鸦老 |

## 资料来源
1. ↑  世界航空数据库中的WAMH机场数据，数据截止日期：2006年10月。來源：DAFIF.
2. ↑  在大圆制图人（Great Circle Mapper）上的NAH机场信息 （来源：DAFIF 2006年10月生效）.
3. ↑  .   [2009-01-08]. （原始内容存档于2009-10-31）.